# Liste des chapelles d'Ille-et-Vilaine
La liste des chapelles d'Ille-et-Vilaine présente les chapelles de culte catholique situées sur le territoire des communes du départements français d'Ille-et-Vilaine.
Il est fait état des diverses protections dont elles peuvent bénéficier, et notamment les inscriptions et classements au titre des monuments historiques.
Toutes sont situées dans l'archidiocèse de Rennes, Dol et Saint-Malo.

## Liste
| Chapelle                                                                        | Commune                   | Adresse                       | Coordonnées                        | Notice         | Protection                                         | Date | Illustration                                                                   |
| ------------------------------------------------------------------------------- | ------------------------- | ----------------------------- | ---------------------------------- | -------------- | -------------------------------------------------- | ---- | ------------------------------------------------------------------------------ |
| Chapelle Sainte-Anne-du-Bois d'Amanlis                                          | Amanlis                   |                               | 47° 58′ 43″ nord, 1° 27′ 40″ ouest | « IA00130960 » |                                                    |      | Chapelle Sainte-Anne-du-Bois d'Amanlis                                         |
| Chapelle Notre-Dame-de-l'Immaculée-Conception d'Arbrissel                       | Arbrissel                 |                               | 47° 55′ 38″ nord, 1° 17′ 59″ ouest | « IA00131031 » |                                                    |      | Image manquante Téléverser                                                     |
| Chapelle du Pinel                                                               | Argentré-du-Plessis       |                               | 48° 01′ 41″ nord, 1° 10′ 30″ ouest | « PA00090498 » | Inscrit MH                                         | 1939 | Chapelle du Pinel                                                              |
| Chapelle Saint-Pierre d'Argentré-du-Plessis                                     | Argentré-du-Plessis       |                               | 48° 03′ 31″ nord, 1° 08′ 54″ ouest | « IA00130959 » |                                                    |      | Chapelle Saint-Pierre d'Argentré-du-Plessis                                    |
| Chapelle Saint-Louis-Saint-Julien d'Argentré-du-Plessis                         | Argentré-du-Plessis       |                               | 48° 03′ 06″ nord, 1° 06′ 07″ ouest | « IA35021416 » |                                                    |      | Chapelle Saint-Louis-Saint-Julien d'Argentré-du-Plessis                        |
| Chapelle Saint-Joseph d'Availles-sur-Seiche                                     | Availles-sur-Seiche       |                               | 47° 57′ 41″ nord, 1° 11′ 14″ ouest | « IA00130961 » |                                                    |      | Chapelle Saint-Joseph d'Availles-sur-Seiche                                    |
| Chapelle Notre-Dame du Coudray                                                  | Bain-de-Bretagne          |                               | 47° 50′ 38″ nord, 1° 41′ 58″ ouest | « IA00007467 » |                                                    |      | Chapelle Notre-Dame du Coudray                                                 |
| Chapelle Saint-Laurent de Binon                                                 | Bains-sur-Oust            |                               | 47° 43′ 52″ nord, 2° 05′ 32″ ouest |                |                                                    |      | Image manquante Téléverser                                                     |
| Chapelle Saint-Marcellin de Saint-Marcellin                                     | Bains-sur-Oust            |                               | 47° 44′ 13″ nord, 2° 02′ 58″ ouest |                |                                                    |      | Image manquante Téléverser                                                     |
| Chapelle Saint-Méen de Saint-Méen                                               | Bains-sur-Oust            |                               | 47° 41′ 46″ nord, 2° 07′ 16″ ouest |                |                                                    |      | Image manquante Téléverser                                                     |
| Chapelle superposées Sainte-Anne et de l'Immaculée-Conception de Bains-sur-Oust | Bains-sur-Oust            |                               | 47° 41′ 03″ nord, 2° 06′ 00″ ouest |                |                                                    |      | Image manquante Téléverser                                                     |
| Chapelle Notre-Dame d'Alliance de Bais                                          | Bais                      |                               | 47° 58′ 58″ nord, 1° 20′ 41″ ouest | « IA00130962 » |                                                    |      | Chapelle Notre-Dame d'Alliance de Bais                                         |
| Chapelle Saint-Marse de Marcé                                                   | Bais                      |                               | 48° 00′ 52″ nord, 1° 16′ 41″ ouest | « IA00130963 » |                                                    |      | Chapelle Saint-Marse de Marcé                                                  |
| Chapelle Saint-Joseph de Balazé                                                 | Balazé                    |                               | 48° 10′ 13″ nord, 1° 11′ 24″ ouest | « IA00130964 » |                                                    |      | Chapelle Saint-Joseph de Balazé                                                |
| Chapelle cémétériale de Bazouges-la-Pérouse                                     | Bazouges-la-Pérouse       |                               | 48° 25′ 32″ nord, 1° 34′ 35″ ouest | « IA00131048 » |                                                    |      | Chapelle cémétériale de Bazouges-la-Pérouse                                    |
| Chapelle de la Croix de Bourg-des-Comptes                                       | Bourg-des-Comptes         |                               | 47° 55′ 16″ nord, 1° 42′ 55″ ouest |                |                                                    |      | Image manquante Téléverser                                                     |
| Chapelle Notre-Dame-du-Bon-Secours de la Courbe                                 | Bourg-des-Comptes         |                               | 47° 55′ 38″ nord, 1° 45′ 03″ ouest |                |                                                    |      | Image manquante Téléverser                                                     |
| Chapelle du château du Boschet                                                  | Bourg-des-Comptes         |                               | 47° 54′ 48″ nord, 1° 45′ 25″ ouest |                |                                                    |      | Chapelle du château du Boschet                                                 |
| Chapelle du château de Landal                                                   | Broualan                  |                               | 48° 29′ 26″ nord, 1° 40′ 29″ ouest |                |                                                    |      | Chapelle du château de Landal                                                  |
| Chapelle du château de Cicé                                                     | Bruz                      |                               | 48° 03′ 02″ nord, 1° 45′ 58″ ouest |                |                                                    |      | Chapelle du château de Cicé                                                    |
| Chapelle Notre-Dame de Bréal                                                    | Bréal-sous-Vitré          |                               | à géolocaliser                     |                |                                                    |      | Image manquante Téléverser                                                     |
| Chapelle Notre-Dame-du-Verger du Verger                                         | Cancale                   |                               | 48° 41′ 38″ nord, 1° 52′ 49″ ouest | « IA00130967 » |                                                    |      | Chapelle Notre-Dame-du-Verger du Verger                                        |
| Chapelle Notre-Dame du Haut Bout                                                | Cancale                   |                               | 48° 41′ 59″ nord, 1° 51′ 18″ ouest |                |                                                    |      | Image manquante Téléverser                                                     |
| Chapelle de la fondation Vaujoyeux                                              | Cancale                   |                               | 48° 40′ 41″ nord, 1° 50′ 58″ ouest |                |                                                    |      | Image manquante Téléverser                                                     |
| Chapelle du château de Fontenay                                                 | Chartres-de-Bretagne      |                               | 48° 02′ 47″ nord, 1° 41′ 48″ ouest | « PA00090523 » | Inscrit MH                                         | 1975 | Chapelle du château de Fontenay                                                |
| Chapelle Notre-Dame-de-Bon-Secours de Chartres-de-Bretagne                      | Chartres-de-Bretagne      |                               | 48° 02′ 20″ nord, 1° 41′ 55″ ouest |                |                                                    |      | Image manquante Téléverser                                                     |
| Chapelle Saint-Nicolas de Chavagne                                              | Chavagne                  |                               | 48° 03′ 07″ nord, 1° 47′ 24″ ouest | « IA00131051 » |                                                    |      | Chapelle Saint-Nicolas de Chavagne                                             |
| Chapelle du cimetière de Chelun                                                 | Chelun                    |                               | 47° 51′ 19″ nord, 1° 13′ 31″ ouest | « IA35033063 » |                                                    |      | Chapelle du cimetière de Chelun                                                |
| Chapelle Sainte-Anne de Cherrueix                                               | Cherrueix                 |                               | 48° 36′ 36″ nord, 1° 39′ 55″ ouest |                |                                                    |      | Chapelle Sainte-Anne de Cherrueix                                              |
| Chapelle du château de Châteaugiron                                             | Châteaugiron              |                               | 48° 02′ 55″ nord, 1° 30′ 10″ ouest | « PA00090526 » | Classé MH abside de la chapelle                    | 1931 | Chapelle du château de Châteaugiron                                            |
| Chapelle Saint-Pierre des Clayes                                                | Clayes                    |                               | 48° 10′ 35″ nord, 1° 51′ 12″ ouest | « IA00131052 » |                                                    |      | Chapelle Saint-Pierre des Clayes                                               |
| Chapelle Notre-Dame-de-Lorette de Comblessac                                    | Comblessac                |                               | 47° 51′ 55″ nord, 2° 04′ 02″ ouest | « IA35009517 » |                                                    |      | Chapelle Notre-Dame-de-Lorette de Comblessac                                   |
| Chapelle Sainte-Anne de Craon                                                   | Comblessac                |                               | 47° 53′ 29″ nord, 2° 05′ 57″ ouest |                |                                                    |      | Image manquante Téléverser                                                     |
| Chapelle de la Bicheptière                                                      | Cornillé                  |                               | 48° 04′ 40″ nord, 1° 17′ 43″ ouest | « IA00007775 » |                                                    |      | Chapelle de la Bicheptière                                                     |
| Chapelle de la Maison Saint-François de Dinard                                  | Dinard                    |                               | 48° 37′ 26″ nord, 2° 02′ 12″ ouest |                |                                                    |      | Image manquante Téléverser                                                     |
| Chapelle de la Maison Saint-François du Foyer de Charité de Dinard              | Dinard                    |                               | 48° 37′ 30″ nord, 2° 03′ 21″ ouest |                |                                                    |      | Image manquante Téléverser                                                     |
| Chapelle de l'hôpital de Dinard                                                 | Dinard                    |                               | 48° 37′ 58″ nord, 2° 03′ 58″ ouest |                |                                                    |      | Image manquante Téléverser                                                     |
| Chapelle du prieuré de Dinard                                                   | Dinard                    |                               | 48° 37′ 31″ nord, 2° 03′ 14″ ouest |                |                                                    |      | Image manquante Téléverser                                                     |
| Chapelle de Carcraon                                                            | Domalain                  |                               | 47° 58′ 01″ nord, 1° 15′ 53″ ouest |                |                                                    |      | Image manquante Téléverser                                                     |
| Chapelle Notre-Dame-de-la-Rivière                                               | Domloup                   |                               | 48° 03′ 08″ nord, 1° 31′ 48″ ouest | « PA00090551 » | Inscrit MH                                         | 1973 | Chapelle Notre-Dame-de-la-Rivière                                              |
| Chapelle Sainte-Anne d'Eancé                                                    | Eancé                     |                               | 47° 49′ 18″ nord, 1° 14′ 43″ ouest |                |                                                    |      | Image manquante Téléverser                                                     |
| Chapelle de Vilhoët                                                             | Epiniac                   |                               | 48° 30′ 14″ nord, 1° 43′ 50″ ouest |                |                                                    |      | Chapelle de Vilhoët                                                            |
| Chapelle funéraire Le Bouteiller de Fleurigné                                   | Fleurigné                 |                               | 48° 20′ 11″ nord, 1° 07′ 14″ ouest |                |                                                    |      | Chapelle funéraire Le Bouteiller de Fleurigné                                  |
| Chapelle Saint-Pierre-d'Iné                                                     | Fougères                  |                               | 48° 20′ 21″ nord, 1° 11′ 33″ ouest | « PA00090556 » | Classé MH Mur du chevet avec ses peintures murales | 1982 | Chapelle Saint-Pierre-d'Iné                                                    |
| Chapelle Saint-Yves de Fougères                                                 | Fougères                  |                               | 48° 21′ 18″ nord, 1° 12′ 20″ ouest | « IA00006697 » |                                                    |      | Chapelle Saint-Yves de Fougères                                                |
| Chapelle Saint-Joseph de Fougères                                               | Fougères                  |                               | 48° 21′ 10″ nord, 1° 12′ 13″ ouest | « IA00006692 » |                                                    |      | Chapelle Saint-Joseph de Fougères                                              |
| Chapelle Notre-Dame-de-Bon-Secours de Fougères                                  | Fougères                  |                               | 48° 21′ 18″ nord, 1° 11′ 56″ ouest |                |                                                    |      | Chapelle Notre-Dame-de-Bon-Secours de Fougères                                 |
| Chapelle du couvent des Clarisses Urbanistes de Fougères                        | Fougères                  |                               | 48° 21′ 28″ nord, 1° 11′ 58″ ouest |                |                                                    |      | Chapelle du couvent des Clarisses Urbanistes de Fougères                       |
| Chapelle de la Providence de Fougères                                           | Fougères                  |                               | 48° 21′ 11″ nord, 1° 12′ 27″ ouest |                |                                                    |      | Chapelle de la Providence de Fougères                                          |
| Chapelle Saint-Nicodème du Bran                                                 | Gaël                      |                               | 48° 04′ 30″ nord, 2° 15′ 02″ ouest | « IA00130977 » |                                                    |      | Chapelle Saint-Nicodème du Bran                                                |
| Chapelle Saint-Jacques du Louya                                                 | Gaël                      |                               | 48° 05′ 57″ nord, 2° 12′ 28″ ouest |                |                                                    |      | Image manquante Téléverser                                                     |
| Chapelle Notre-Dame de l'Hermitage                                              | Goven                     |                               | 47° 59′ 44″ nord, 1° 53′ 17″ ouest | « IA00007425 » |                                                    |      | Chapelle Notre-Dame de l'Hermitage                                             |
| Chapelle du château de Blossac                                                  | Goven                     |                               | 48° 01′ 54″ nord, 1° 46′ 46″ ouest |                |                                                    |      | Chapelle du château de Blossac                                                 |
| Chapelle Notre-Dame des Carrières du Pont-Réan                                  | Guichen                   |                               | 47° 59′ 45″ nord, 1° 46′ 37″ ouest |                |                                                    |      | Image manquante Téléverser                                                     |
| Chapelle Saint-Étienne de Chauvignac                                            | Guichen                   |                               | 47° 57′ 12″ nord, 1° 46′ 46″ ouest |                |                                                    |      | Image manquante Téléverser                                                     |
| Chapelle frairienne de la Molière                                               | Guignen                   |                               | 47° 57′ 30″ nord, 1° 53′ 53″ ouest | « IA00007434 » |                                                    |      | Image manquante Téléverser                                                     |
| Chapelle de Bœuvres                                                             | Guipry-Messac             |                               | 47° 46′ 44″ nord, 1° 49′ 50″ ouest |                |                                                    |      | Image manquante Téléverser                                                     |
| Chapelle Notre-Dame-de-Bon-Port de Guipry                                       | Guipry-Messac             |                               | 47° 49′ 21″ nord, 1° 49′ 25″ ouest |                |                                                    |      | Image manquante Téléverser                                                     |
| Chapelle Sainte-Madeleine de Chaumeray                                          | Guipry-Messac             |                               | 47° 52′ 51″ nord, 1° 51′ 39″ ouest |                |                                                    |      | Image manquante Téléverser                                                     |
| Chapelle du château des Champs                                                  | Guipry-Messac             |                               | 47° 51′ 34″ nord, 1° 52′ 16″ ouest |                |                                                    |      | Chapelle du château des Champs                                                 |
| Chapelle Saint-Barthélémy d'Iffendic                                            | Iffendic                  |                               | 48° 05′ 03″ nord, 2° 02′ 48″ ouest | « IA00130979 » |                                                    |      | Chapelle Saint-Barthélémy d'Iffendic                                           |
| Chapelle Saint-Clair de l'Hermitage                                             | La Bazouge-du-Désert      |                               | 48° 27′ 12″ nord, 1° 04′ 06″ ouest | « IA00006769 » |                                                    |      | Image manquante Téléverser                                                     |
| Chapelle de Chevré                                                              | La Bouëxière              |                               | 48° 11′ 33″ nord, 1° 27′ 35″ ouest | « PA00135271 » | Inscrit MH                                         | 1995 | Chapelle de Chevré                                                             |
| Chapelle Saint-Melaine de la Gavenais                                           | La Chapelle-de-Brain      |                               | 47° 42′ 03″ nord, 1° 53′ 37″ ouest |                |                                                    |      | Image manquante Téléverser                                                     |
| Chapelle mortuaire de la famille Level de La Gouesnière                         | La Gouesnière             |                               | 48° 36′ 35″ nord, 1° 54′ 08″ ouest |                |                                                    |      | Image manquante Téléverser                                                     |
| Chapelle funéraire de Kergariou                                                 | La Gouesnière             |                               | 48° 36′ 06″ nord, 1° 53′ 45″ ouest |                |                                                    |      | Chapelle funéraire de Kergariou                                                |
| Chapelle de la Providence de La Guerche-de-Bretagne                             | La Guerche-de-Bretagne    |                               | 47° 56′ 25″ nord, 1° 13′ 54″ ouest |                |                                                    |      | Image manquante Téléverser                                                     |
| Chapelle Saint-Nicolas de La Guerche-de-Bretagne                                | La Guerche-de-Bretagne    |                               | 47° 56′ 37″ nord, 1° 14′ 06″ ouest | « IA35035111 » |                                                    |      | Chapelle Saint-Nicolas de La Guerche-de-Bretagne                               |
| Chapelle Sainte-Anne de La Selle-Guerchaise                                     | La Selle-Guerchaise       |                               | 47° 56′ 28″ nord, 1° 10′ 17″ ouest | « IA00131022 » |                                                    |      | Chapelle Sainte-Anne de La Selle-Guerchaise                                    |
| Chapelle Notre-Dame-du-Désert de Laillé                                         | Laillé                    |                               | 47° 57′ 53″ nord, 1° 42′ 20″ ouest | « IA00007444 » |                                                    |      | Chapelle Notre-Dame-du-Désert de Laillé                                        |
| Chapelle funéraire Le Pannetier de Roissay                                      | Landéan                   |                               | 48° 24′ 57″ nord, 1° 09′ 08″ ouest |                |                                                    |      | Chapelle funéraire Le Pannetier de Roissay                                     |
| Chapelle Sainte-Agathe de Langon                                                | Langon                    |                               | 47° 43′ 14″ nord, 1° 50′ 56″ ouest | « PA00090613 » | Classé MH                                          | 1840 | Chapelle Sainte-Agathe de Langon                                               |
| Chapelle Saint-Joseph du Chêne Mort                                             | Langon                    |                               | 47° 43′ 07″ nord, 1° 52′ 55″ ouest |                |                                                    |      | Image manquante Téléverser                                                     |
| Chapelle funéraire Le Mercier des Alleux                                        | Le Châtellier             |                               | 48° 25′ 00″ nord, 1° 15′ 19″ ouest |                |                                                    |      | Chapelle funéraire Le Mercier des Alleux                                       |
| Chapelle Sainte-Marie de la Motte Anger                                         | Le Loroux                 |                               | 48° 22′ 51″ nord, 1° 05′ 06″ ouest | « IA00130983 » |                                                    |      | Chapelle Sainte-Marie de la Motte Anger                                        |
| Chapelle Sainte-Anne du Minihic-sur-Rance                                       | Le Minihic-sur-Rance      |                               | 48° 33′ 54″ nord, 2° 00′ 45″ ouest | « PA00090632 » | Inscrit MH                                         | 1982 | Chapelle Sainte-Anne du Minihic-sur-Rance                                      |
| Chapelle du manoir du Houx                                                      | Le Minihic-sur-Rance      |                               | 48° 34′ 30″ nord, 2° 00′ 57″ ouest |                |                                                    |      | Chapelle du manoir du Houx                                                     |
| Chapelle du Crucifix de la Briantais                                            | Le Sel-de-Bretagne        |                               | 47° 53′ 09″ nord, 1° 36′ 33″ ouest |                |                                                    |      | Chapelle du Crucifix de la Briantais                                           |
| Chapelle Notre-Dame de Beauvais                                                 | Le Theil-de-Bretagne      |                               | 47° 55′ 02″ nord, 1° 25′ 51″ ouest | « PA35000051 » | Inscrit MH                                         | 2013 | Chapelle Notre-Dame de Beauvais                                                |
| Chapelle funéraire de la famille Surcouf                                        | Le Tronchet               |                               | à géolocaliser                     |                |                                                    |      | Chapelle funéraire de la famille Surcouf                                       |
| Chapelle du château de Montmuran                                                | Les Iffs                  |                               | 48° 17′ 37″ nord, 1° 51′ 39″ ouest |                |                                                    |      | Chapelle du château de Montmuran                                               |
| Chapelle Saint-Gorgon de Montours                                               | Les Portes du Coglais     |                               | 48° 25′ 36″ nord, 1° 18′ 13″ ouest | « IA00007211 » |                                                    |      | Chapelle Saint-Gorgon de Montours                                              |
| Chapelle Sainte-Anne de Valaine des Portes du Coglais                           | Les Portes du Coglais     |                               | 48° 28′ 02″ nord, 1° 18′ 32″ ouest | « IA00007212 » |                                                    |      | Chapelle Sainte-Anne de Valaine des Portes du Coglais                          |
| Chapelle Notre-Dame-des-Sept-Douleurs de Lieuron                                | Lieuron                   |                               | 47° 51′ 06″ nord, 1° 56′ 05″ ouest | « IA35007546 » |                                                    |      | Chapelle Notre-Dame-des-Sept-Douleurs de Lieuron                               |
| Chapelle Sainte-Anne de Livré-sur-Changeon                                      | Livré-sur-Changeon        |                               | 48° 13′ 43″ nord, 1° 20′ 58″ ouest | « IA35009498 » |                                                    |      | Chapelle Sainte-Anne de Livré-sur-Changeon                                     |
| Chapelle Saint-Job de Louvigné-de-Bais                                          | Louvigné-de-Bais          |                               | 48° 02′ 58″ nord, 1° 19′ 54″ ouest | « PA00090619 » | Inscrit MH                                         | 1975 | Chapelle Saint-Job de Louvigné-de-Bais                                         |
| Chapelle Notre-Dame du Planty de Louvigné-du-Désert                             | Louvigné-du-Désert        |                               | 48° 29′ 25″ nord, 1° 06′ 43″ ouest | « IA35048690 » |                                                    |      | Chapelle Notre-Dame du Planty de Louvigné-du-Désert                            |
| Chapelle Saint-Jean de Louvigné-du-Désert                                       | Louvigné-du-Désert        |                               | 48° 28′ 52″ nord, 1° 07′ 16″ ouest |                |                                                    |      | Chapelle Saint-Jean de Louvigné-du-Désert                                      |
| Chapelle du Tertre Alix de Louvigné-du-Désert                                   | Louvigné-du-Désert        |                               | 48° 27′ 47″ nord, 1° 08′ 03″ ouest | « IA35048556 » |                                                    |      | Chapelle du Tertre Alix de Louvigné-du-Désert                                  |
| Chapelle Saint-Eustache de Saint-Étienne-en-Coglès                              | Maen Roch                 |                               | 48° 23′ 55″ nord, 1° 18′ 29″ ouest | « IA35048965 » |                                                    |      | Chapelle Saint-Eustache de Saint-Étienne-en-Coglès                             |
| Chapelle Notre-Dame-de-Vertu de Mecé                                            | Mecé                      |                               | 48° 14′ 05″ nord, 1° 17′ 41″ ouest | « IA35000262 » |                                                    |      | Chapelle Notre-Dame-de-Vertu de Mecé                                           |
| Chapelle Notre-Dame-de-la-Joie de Joie                                          | Mernel                    |                               | 47° 53′ 23″ nord, 1° 54′ 43″ ouest |                |                                                    |      | Image manquante Téléverser                                                     |
| Chapelle du château de Miniac                                                   | Miniac-Morvan             |                               | 48° 30′ 17″ nord, 1° 53′ 32″ ouest | « IA35044502 » |                                                    |      | Image manquante Téléverser                                                     |
| Chapelle Notre-Dame-de-l'Espérance de Mont-Dol                                  | Mont-Dol                  |                               | 48° 34′ 20″ nord, 1° 46′ 00″ ouest | « IA35000925 » |                                                    |      | Chapelle Notre-Dame-de-l'Espérance de Mont-Dol                                 |
| Chapelle Notre-Dame-de-Lannelou                                                 | Montauban-de-Bretagne     |                               | 48° 13′ 22″ nord, 2° 06′ 19″ ouest | « PA00090634 » | Classé MH                                          | 1942 | Chapelle Notre-Dame-de-Lannelou                                                |
| Chapelle Notre-Dame-de-la-Délivrance du Rocher de Monthault                     | Monthault                 |                               | 48° 31′ 05″ nord, 1° 11′ 09″ ouest | « IA35048595 » |                                                    |      | Chapelle Notre-Dame-de-la-Délivrance du Rocher de Monthault                    |
| Chapelle de la maison Saint-Alexis de Noyal-sur-Vilaine                         | Noyal-sur-Vilaine         |                               | 48° 06′ 44″ nord, 1° 31′ 15″ ouest | « IA35031745 » |                                                    |      | Chapelle de la maison Saint-Alexis de Noyal-sur-Vilaine                        |
| Chapelle Saint-Julien du Bois Orcan                                             | Noyal-sur-Vilaine         |                               | 48° 03′ 52″ nord, 1° 30′ 07″ ouest |                |                                                    |      | Chapelle Saint-Julien du Bois Orcan                                            |
| Chapelle du Château des Forges                                                  | Paimpont                  |                               | 47° 59′ 39″ nord, 2° 08′ 29″ ouest |                |                                                    |      | Image manquante Téléverser                                                     |
| Chapelle Saint-Éloi des Forges                                                  | Paimpont                  |                               | 47° 59′ 37″ nord, 2° 08′ 29″ ouest |                |                                                    |      | Image manquante Téléverser                                                     |
| Chapelle Saint-Jacques-le-Mineur de Coganne                                     | Paimpont                  |                               | 48° 05′ 40″ nord, 2° 08′ 46″ ouest | « IA35018594 » |                                                    |      | Chapelle Saint-Jacques-le-Mineur de Coganne                                    |
| Chapelle Solleux de Beauvais                                                    | Pancé                     |                               | 47° 54′ 15″ nord, 1° 38′ 48″ ouest |                |                                                    |      | Image manquante Téléverser                                                     |
| Chapelle Saint-Melaine de Pancé                                                 | Pancé                     |                               | 47° 52′ 52″ nord, 1° 39′ 14″ ouest | « IA00007523 » |                                                    |      | Chapelle Saint-Melaine de Pancé                                                |
| Chapelle Saint-Roch de Parigné                                                  | Parigné                   |                               | 48° 24′ 43″ nord, 1° 12′ 49″ ouest | « IA00007284 » |                                                    |      | Image manquante Téléverser                                                     |
| Chapelle votive de Pipriac                                                      | Pipriac                   |                               | 47° 47′ 53″ nord, 1° 57′ 19″ ouest |                |                                                    |      | Image manquante Téléverser                                                     |
| Chapelle Notre-Dame de la Croix-Bouëssée de Piré-sur-Seiche                     | Piré-Chancé               |                               | 48° 00′ 30″ nord, 1° 25′ 28″ ouest | « IA00131040 » |                                                    |      | Chapelle Notre-Dame de la Croix-Bouëssée de Piré-sur-Seiche                    |
| Chapelle Saint-Marc de Chancé                                                   | Piré-Chancé               |                               | 48° 02′ 05″ nord, 1° 22′ 47″ ouest | « IA00130969 » |                                                    |      | Chapelle Saint-Marc de Chancé                                                  |
| Chapelle Saint-Antoine de Pleurtuit                                             | Pleurtuit                 |                               | 48° 35′ 12″ nord, 2° 01′ 32″ ouest | « IA35004148 » |                                                    |      | Chapelle Saint-Antoine de Pleurtuit                                            |
| Chapelle de la communauté des Filles-de-la-Sagesse de Pleurtuit                 | Pleurtuit                 |                               | 48° 34′ 45″ nord, 2° 03′ 40″ ouest |                |                                                    |      | Image manquante Téléverser                                                     |
| Chapelle Notre-Dame-de-l'Assomption du Châtelier                                | Pléchâtel                 |                               | 47° 52′ 20″ nord, 1° 40′ 40″ ouest | « IA00007540 » |                                                    |      | Chapelle Notre-Dame-de-l'Assomption du Châtelier                               |
| Chapelle du Plessis-Bardoult                                                    | Pléchâtel                 |                               | 47° 51′ 58″ nord, 1° 45′ 19″ ouest |                |                                                    |      | Chapelle du Plessis-Bardoult                                                   |
| Chapelle des Saint-Anges-Gardiens de Pocé-les-Bois                              | Pocé-les-Bois             |                               | 48° 06′ 54″ nord, 1° 15′ 01″ ouest | « IA00007731 » |                                                    |      | Chapelle des Saint-Anges-Gardiens de Pocé-les-Bois                             |
| Chapelle du château du Bois-Glaume                                              | Poligné                   |                               | 47° 53′ 39″ nord, 1° 40′ 36″ ouest |                |                                                    |      | Chapelle du château du Bois-Glaume                                             |
| Chapelle des écoles et du lycée Notre-Dame de Redon                             | Redon                     |                               | 47° 38′ 52″ nord, 2° 05′ 19″ ouest |                |                                                    |      | Image manquante Téléverser                                                     |
| Chapelle du couvent des Calvairiennes de Redon                                  | Redon                     |                               | 47° 39′ 08″ nord, 2° 04′ 41″ ouest |                |                                                    |      | Chapelle du couvent des Calvairiennes de Redon                                 |
| Chapelle Notre-Dame-de-la-Salette de Redon                                      | Redon                     |                               | 47° 39′ 09″ nord, 2° 05′ 12″ ouest |                |                                                    |      | Image manquante Téléverser                                                     |
| Chapelle Notre-Dame-et-Saint-Marc de Gavrain                                    | Renac                     |                               | 47° 44′ 13″ nord, 1° 55′ 29″ ouest |                |                                                    |      | Image manquante Téléverser                                                     |
| Chapelle Saint-Fiacre de Trobert                                                | Renac                     |                               | 47° 43′ 20″ nord, 2° 00′ 59″ ouest |                |                                                    |      | Image manquante Téléverser                                                     |
| Chapelle Saint-Yves de Rennes                                                   | Rennes                    |                               | 48° 06′ 38″ nord, 1° 40′ 58″ ouest | « PA00090676 » | Classé MH                                          | 1945 | Chapelle Saint-Yves de Rennes                                                  |
| Chapelle des Carmes de Rennes                                                   | Rennes                    |                               | 48° 06′ 46″ nord, 1° 40′ 21″ ouest |                |                                                    |      | Chapelle des Carmes de Rennes                                                  |
| Chapelle Saint-François de Rennes                                               | Rennes                    |                               | 48° 06′ 18″ nord, 1° 41′ 35″ ouest |                |                                                    |      | Chapelle Saint-François de Rennes                                              |
| Chapelle Notre-Dame des Brûlons                                                 | Rennes                    |                               | 48° 07′ 42″ nord, 1° 39′ 53″ ouest | « IA35019880 » |                                                    |      | Chapelle Notre-Dame des Brûlons                                                |
| Chapelle du lycée Émile-Zola de Rennes                                          | Rennes                    |                               | 48° 06′ 30″ nord, 1° 40′ 26″ ouest |                |                                                    |      | Chapelle du lycée Émile-Zola de Rennes                                         |
| Chapelle de cimetière Saint-Michel de l'Espérance                               | Rennes                    |                               | 48° 07′ 29″ nord, 1° 40′ 54″ ouest | « IA35019851 » |                                                    |      | Chapelle de cimetière Saint-Michel de l'Espérance                              |
| Chapelle de la Sainte-Famille de Rennes                                         | Rennes                    |                               | 48° 06′ 14″ nord, 1° 40′ 58″ ouest | « EA35000006 » |                                                    |      | Chapelle de la Sainte-Famille de Rennes                                        |
| Chapelle Saint-Martin de Rennes                                                 | Rennes                    |                               | 48° 07′ 01″ nord, 1° 40′ 44″ ouest |                |                                                    |      | Chapelle Saint-Martin de Rennes                                                |
| Chapelle de l'Hôtel-Dieu de Rennes                                              | Rennes                    |                               | 48° 07′ 07″ nord, 1° 40′ 45″ ouest |                |                                                    |      | Chapelle de l'Hôtel-Dieu de Rennes                                             |
| Chapelle du lycée Saint-Vincent-Providence de Rennes                            | Rennes                    |                               | 48° 06′ 48″ nord, 1° 39′ 50″ ouest |                |                                                    |      | Chapelle du lycée Saint-Vincent-Providence de Rennes                           |
| Chapelle Notre-Dame-de-Bonne-Nouvelle de Rennes                                 | Rennes                    |                               | 48° 06′ 55″ nord, 1° 40′ 52″ ouest |                |                                                    |      | Image manquante Téléverser                                                     |
| Chapelle Saint-Guillaume de Rennes                                              | Rennes                    |                               | à géolocaliser                     |                |                                                    |      | Image manquante Téléverser                                                     |
| Chapelle de la résidence Notre-Dame de Rennes                                   | Rennes                    |                               | 48° 06′ 22″ nord, 1° 40′ 11″ ouest |                |                                                    |      | Image manquante Téléverser                                                     |
| Chapelle des Missionnaires de Rennes                                            | Rennes                    |                               | 48° 06′ 50″ nord, 1° 40′ 30″ ouest |                |                                                    |      | Chapelle des Missionnaires de Rennes                                           |
| Chapelle Notre-Dame-du-Bon-Secours de Rennes                                    | Rennes                    |                               | 48° 08′ 15″ nord, 1° 39′ 32″ ouest | « IA35022456 » |                                                    |      | Image manquante Téléverser                                                     |
| Chapelle du séminaire Saint-Yves de Rennes                                      | Rennes                    |                               | 48° 06′ 48″ nord, 1° 41′ 53″ ouest |                |                                                    |      | Chapelle du séminaire Saint-Yves de Rennes                                     |
| Chapelle des Clarisses de Rennes                                                | Rennes                    | reconvertie en salle de sport | 48° 07′ 07″ nord, 1° 40′ 21″ ouest |                |                                                    |      | Chapelle des Clarisses de Rennes                                               |
| Chapelle du couvent de la Visitation de Rennes                                  | Rennes                    |                               | 48° 06′ 51″ nord, 1° 40′ 38″ ouest |                |                                                    |      | Chapelle du couvent de la Visitation de Rennes                                 |
| Chapelle des Réparatrices de Rennes                                             | Rennes                    |                               | 48° 06′ 45″ nord, 1° 40′ 02″ ouest |                |                                                    |      | Chapelle des Réparatrices de Rennes                                            |
| Chapelle Sainte-Anne de la Bosserie                                             | Romagné                   |                               | 48° 21′ 02″ nord, 1° 14′ 44″ ouest | « IA00006894 » |                                                    |      | Chapelle Sainte-Anne de la Bosserie                                            |
| Chapelle Notre-Dame-de-la-Salette de Saint-Aubin-des-Landes                     | Saint-Aubin-des-Landes    |                               | 48° 05′ 38″ nord, 1° 17′ 50″ ouest | « IA00131041 » |                                                    |      | Chapelle Notre-Dame-de-la-Salette de Saint-Aubin-des-Landes                    |
| Chapelle Saint-Denis de Saint-Aubin-du-Cormier                                  | Saint-Aubin-du-Cormier    |                               | 48° 15′ 29″ nord, 1° 23′ 15″ ouest | « IA00131004 » |                                                    |      | Chapelle Saint-Denis de Saint-Aubin-du-Cormier                                 |
| Chapelle Notre-Dame dite chapelle ducale de Saint-Aubin-du-Cormier              | Saint-Aubin-du-Cormier    |                               | 48° 15′ 39″ nord, 1° 23′ 53″ ouest |                |                                                    |      | Chapelle Notre-Dame dite chapelle ducale de Saint-Aubin-du-Cormier             |
| Chapelle de l'Épine-Notre-Dame dite chapelle Saint-Adam de Saint-Briac-sur-Mer  | Saint-Briac-sur-Mer       |                               | 48° 35′ 44″ nord, 2° 06′ 56″ ouest |                |                                                    |      | Chapelle de l'Épine-Notre-Dame dite chapelle Saint-Adam de Saint-Briac-sur-Mer |
| Chapelle du château du Nessay                                                   | Saint-Briac-sur-Mer       |                               | 48° 37′ 25″ nord, 2° 08′ 35″ ouest | « IA35006504 » |                                                    |      | Chapelle du château du Nessay                                                  |
| Chapelle Sainte-Anne-des-Grèves de Saint-Broladre                               | Saint-Broladre            |                               | 48° 36′ 35″ nord, 1° 39′ 55″ ouest | « IA00131006 » |                                                    |      | Chapelle Sainte-Anne-des-Grèves de Saint-Broladre                              |
| Chapelle de la Fosse Hingant                                                    | Saint-Coulomb             |                               | 48° 40′ 22″ nord, 1° 55′ 28″ ouest |                |                                                    |      | Image manquante Téléverser                                                     |
| Chapelle Sainte-Sophie de la Ville Bague                                        | Saint-Coulomb             |                               | 48° 40′ 45″ nord, 1° 55′ 15″ ouest |                |                                                    |      | Chapelle Sainte-Sophie de la Ville Bague                                       |
| Chapelle Saint-Vincent de Saint-Coulomb                                         | Saint-Coulomb             |                               | 48° 40′ 23″ nord, 1° 57′ 12″ ouest | « IA35003280 » |                                                    |      | Chapelle Saint-Vincent de Saint-Coulomb                                        |
| Chapelle Notre-Dame de La Peinière                                              | Saint-Didier              |                               | 48° 06′ 23″ nord, 1° 21′ 14″ ouest |                |                                                    |      | Chapelle Notre-Dame de La Peinière                                             |
| Chapelle Saint-Cornély de la Manchonnais                                        | Saint-Ganton              |                               | 47° 45′ 55″ nord, 1° 54′ 52″ ouest | « IA35007152 » |                                                    |      | Chapelle Saint-Cornély de la Manchonnais                                       |
| Chapelle Saint-Mathurin de la Manchonnais                                       | Saint-Ganton              |                               | 47° 45′ 51″ nord, 1° 54′ 38″ ouest |                |                                                    |      | Chapelle Saint-Mathurin de la Manchonnais                                      |
| Chapelle Saint-Jacques de Marigny                                               | Saint-Germain-en-Coglès   |                               | 48° 24′ 21″ nord, 1° 17′ 21″ ouest | « PA00090779 » | Inscrit MH                                         | 1937 | Chapelle Saint-Jacques de Marigny                                              |
| Chapelle Notre-Dame-de-la-Visitation de Queré de Saint-Germain-en-Coglès        | Saint-Germain-en-Coglès   |                               | 48° 25′ 31″ nord, 1° 16′ 57″ ouest | « IA00007090 » |                                                    |      | Chapelle Notre-Dame-de-la-Visitation de Queré de Saint-Germain-en-Coglès       |
| Chapelle du château du Verger-au-Coq                                            | Saint-Germain-sur-Ille    |                               | 48° 14′ 48″ nord, 1° 39′ 04″ ouest |                |                                                    |      | Chapelle du château du Verger-au-Coq                                           |
| Chapelle du château de La Haye                                                  | Saint-Hilaire-des-Landes  |                               | 48° 20′ 42″ nord, 1° 20′ 54″ ouest |                |                                                    |      | Chapelle du château de La Haye                                                 |
| Chapelle du Val-ès-Bouillis                                                     | Saint-Jouan-des-Guérets   |                               | 48° 35′ 45″ nord, 1° 59′ 46″ ouest |                |                                                    |      | Image manquante Téléverser                                                     |
| Chapelle Sainte-Anne du Tertre                                                  | Saint-Jouan-des-Guérets   |                               | 48° 35′ 48″ nord, 1° 59′ 37″ ouest |                |                                                    |      | Image manquante Téléverser                                                     |
| Chapelle Saint-François de la Lande Gohin                                       | Saint-Jouan-des-Guérets   |                               | 48° 36′ 18″ nord, 1° 58′ 59″ ouest |                |                                                    |      | Image manquante Téléverser                                                     |
| Chapelle Saint-Aaron de Saint-Malo                                              | Saint-Malo                |                               | 48° 39′ 02″ nord, 2° 01′ 33″ ouest | « PA00090799 » | Inscrit MH                                         | 1946 | Chapelle Saint-Aaron de Saint-Malo                                             |
| Chapelle de l'hôpital intercommunal de Saint-Malo                               | Saint-Malo                |                               | 48° 38′ 14″ nord, 2° 00′ 32″ ouest |                |                                                    |      | Chapelle de l'hôpital intercommunal de Saint-Malo                              |
| Chapelle de Saint-Servan-sur Mer                                                | Saint-Malo                |                               | 48° 38′ 00″ nord, 2° 01′ 11″ ouest |                |                                                    |      | Image manquante Téléverser                                                     |
| Chapelle des Petites Sœurs des Pauvres de Saint-Servan-sur-Mer                  | Saint-Malo                |                               | 48° 37′ 59″ nord, 2° 01′ 04″ ouest |                |                                                    |      | Chapelle des Petites Sœurs des Pauvres de Saint-Servan-sur-Mer                 |
| Chapelle du château de Saint-Malo                                               | Saint-Malo                |                               | 48° 39′ 04″ nord, 2° 01′ 23″ ouest |                |                                                    |      | Image manquante Téléverser                                                     |
| Chapelle Notre-Dame-de-la-Victoire de Saint-Malo                                | Saint-Malo                |                               | 48° 39′ 02″ nord, 2° 01′ 36″ ouest |                |                                                    |      | Chapelle Notre-Dame-de-la-Victoire de Saint-Malo                               |
| Chapelle Notre-Dame-de-Lorette de Saint-Servan-sur Mer                          | Saint-Malo                |                               | 48° 37′ 31″ nord, 2° 00′ 00″ ouest |                |                                                    |      | Image manquante Téléverser                                                     |
| Chapelle Notre-Dame-des-Chênes de Paramé                                        | Saint-Malo                |                               | 48° 39′ 19″ nord, 1° 58′ 42″ ouest |                |                                                    |      | Image manquante Téléverser                                                     |
| Chapelle Notre-Dame-des-Flots de Rothéneuf                                      | Saint-Malo                |                               | 48° 41′ 14″ nord, 1° 57′ 52″ ouest |                |                                                    |      | Chapelle Notre-Dame-des-Flots de Rothéneuf                                     |
| Chapelle Notre-Dame-des-Grèves de Saint-Malo                                    | Saint-Malo                |                               | 48° 39′ 32″ nord, 1° 59′ 34″ ouest |                |                                                    |      | Image manquante Téléverser                                                     |
| Chapelle Sainte-Anne de Saint-Servan-sur-Mer                                    | Saint-Malo                |                               | 48° 37′ 58″ nord, 2° 00′ 52″ ouest |                |                                                    |      | Chapelle Sainte-Anne de Saint-Servan-sur-Mer                                   |
| Chapelle Saint-Joseph de Saint-Servan-sur-Mer                                   | Saint-Malo                |                               | 48° 38′ 06″ nord, 2° 00′ 57″ ouest | « IA00131014 » |                                                    |      | Chapelle Saint-Joseph de Saint-Servan-sur-Mer                                  |
| Chapelle de la malouinière de la Chipaudière                                    | Saint-Malo                |                               | 48° 38′ 14″ nord, 1° 57′ 27″ ouest |                |                                                    |      | Chapelle de la malouinière de la Chipaudière                                   |
| Chapelle du Sacré-Cœur de Saint-Servan-sur-Mer                                  | Saint-Malo                |                               | 48° 38′ 01″ nord, 2° 01′ 07″ ouest |                |                                                    |      | Chapelle du Sacré-Cœur de Saint-Servan-sur-Mer                                 |
| Chapelle Notre-Dame de Montserrat                                               | Saint-Malo-de-Phily       |                               | 47° 52′ 54″ nord, 1° 47′ 10″ ouest | « IA35008386 » |                                                    |      | Chapelle Notre-Dame de Montserrat                                              |
| Chapelle Saint-Joseph de Saint-Méen-le-Grand                                    | Saint-Méen-le-Grand       |                               | 48° 11′ 15″ nord, 2° 11′ 34″ ouest | « IA00131018 » |                                                    |      | Chapelle Saint-Joseph de Saint-Méen-le-Grand                                   |
| Chapelle Saint-Méen de Saint-Méen-le-Grand                                      | Saint-Méen-le-Grand       |                               | 48° 11′ 47″ nord, 2° 09′ 58″ ouest |                |                                                    |      | Image manquante Téléverser                                                     |
| Chapelle Saint-Charles de Blessin                                               | Saint-Méloir-des-Ondes    |                               | 48° 37′ 51″ nord, 1° 53′ 26″ ouest |                |                                                    |      | Image manquante Téléverser                                                     |
| Chapelle Saint-Pierre de la Grande-Coudre                                       | Saint-Méloir-des-Ondes    |                               | 48° 38′ 48″ nord, 1° 52′ 43″ ouest |                |                                                    |      | Image manquante Téléverser                                                     |
| Chapelle Saint-Roch de Saint-Père                                               | Saint-Père-Marc-en-Poulet |                               | 48° 35′ 10″ nord, 1° 57′ 24″ ouest |                |                                                    |      | Image manquante Téléverser                                                     |
| Chapelle Saint-Joseph de Saint-Sauveur-des-Landes                               | Saint-Sauveur-des-Landes  |                               | 48° 20′ 26″ nord, 1° 18′ 52″ ouest | « IA00131021 » |                                                    |      | Chapelle Saint-Joseph de Saint-Sauveur-des-Landes                              |
| Chapelle Saint-Laurent dite chapelle du Percho de Saint-Senoux                  | Saint-Senoux              |                               | 47° 54′ 53″ nord, 1° 47′ 13″ ouest |                |                                                    |      | Image manquante Téléverser                                                     |
| Chapelle Notre-Dame-sur-l'Eau de Saint-Sulpice-la-Forêt                         | Saint-Sulpice-la-Forêt    |                               | 48° 13′ 09″ nord, 1° 34′ 34″ ouest |                |                                                    |      | Chapelle Notre-Dame-sur-l'Eau de Saint-Sulpice-la-Forêt                        |
| Chapelle Saint-Jean-d'Apileur                                                   | Sainte-Marie              |                               | 47° 40′ 36″ nord, 2° 02′ 57″ ouest | « PA00090874 » | Classé MH                                          | 1990 | Chapelle Saint-Jean-d'Apileur                                                  |
| Chapelle Notre-Dame-de-Délivrande de Servon-sur-Vilaine                         | Servon-sur-Vilaine        |                               | 48° 07′ 15″ nord, 1° 27′ 43″ ouest | « IA00131023 » |                                                    |      | Image manquante Téléverser                                                     |
| Chapelle Saint-Roch de Torcé                                                    | Torcé                     |                               | 48° 03′ 44″ nord, 1° 16′ 06″ ouest | « IA00131025 » |                                                    |      | Chapelle Saint-Roch de Torcé                                                   |
| Chapelle Notre-Dame-des-Domaines dite aussi de l'Ave-Maria de Compaissy         | Val d'Anast               |                               | 47° 52′ 27″ nord, 1° 56′ 27″ ouest |                |                                                    |      | Image manquante Téléverser                                                     |
| Chapelle Sainte-Anne de Ropenard                                                | Val d'Anast               |                               | 47° 56′ 23″ nord, 2° 03′ 07″ ouest |                |                                                    |      | Image manquante Téléverser                                                     |
| Chapelle Notre-Dame-de-Bon-Secours de Val-d'Izé                                 | Val-d'Izé                 |                               | 48° 12′ 06″ nord, 1° 19′ 57″ ouest | « IA00007701 » |                                                    |      | Chapelle Notre-Dame-de-Bon-Secours de Val-d'Izé                                |
| Chapelle du château du Bois-Cornillé                                            | Val-d'Izé                 |                               | 48° 11′ 10″ nord, 1° 17′ 36″ ouest |                |                                                    |      | Chapelle du château du Bois-Cornillé                                           |
| Chapelle de l'Immaculée-Conception de Val-d'Izé                                 | Val-d'Izé                 |                               | 48° 10′ 38″ nord, 1° 18′ 14″ ouest |                |                                                    |      | Chapelle de l'Immaculée-Conception de Val-d'Izé                                |
| Chapelle Sainte-Anne de Val-d'Izé                                               | Val-d'Izé                 |                               | 48° 11′ 31″ nord, 1° 15′ 22″ ouest |                |                                                    |      | Chapelle Sainte-Anne de Val-d'Izé                                              |
| Chapelle Saint-Nicolas de Vitré                                                 | Vitré                     |                               | 48° 07′ 34″ nord, 1° 13′ 00″ ouest | « IA00131061 » |                                                    |      | Chapelle Saint-Nicolas de Vitré                                                |
| Chapelle du château des Rochers-Sévigné                                         | Vitré                     |                               | 48° 04′ 50″ nord, 1° 10′ 09″ ouest |                |                                                    |      | Chapelle du château des Rochers-Sévigné                                        |
| Chapelle des Trois-Marie de Vitré                                               | Vitré                     |                               | 48° 07′ 42″ nord, 1° 13′ 03″ ouest | « IA00131028 » |                                                    |      | Chapelle des Trois-Marie de Vitré                                              |